# Batei HaOsef

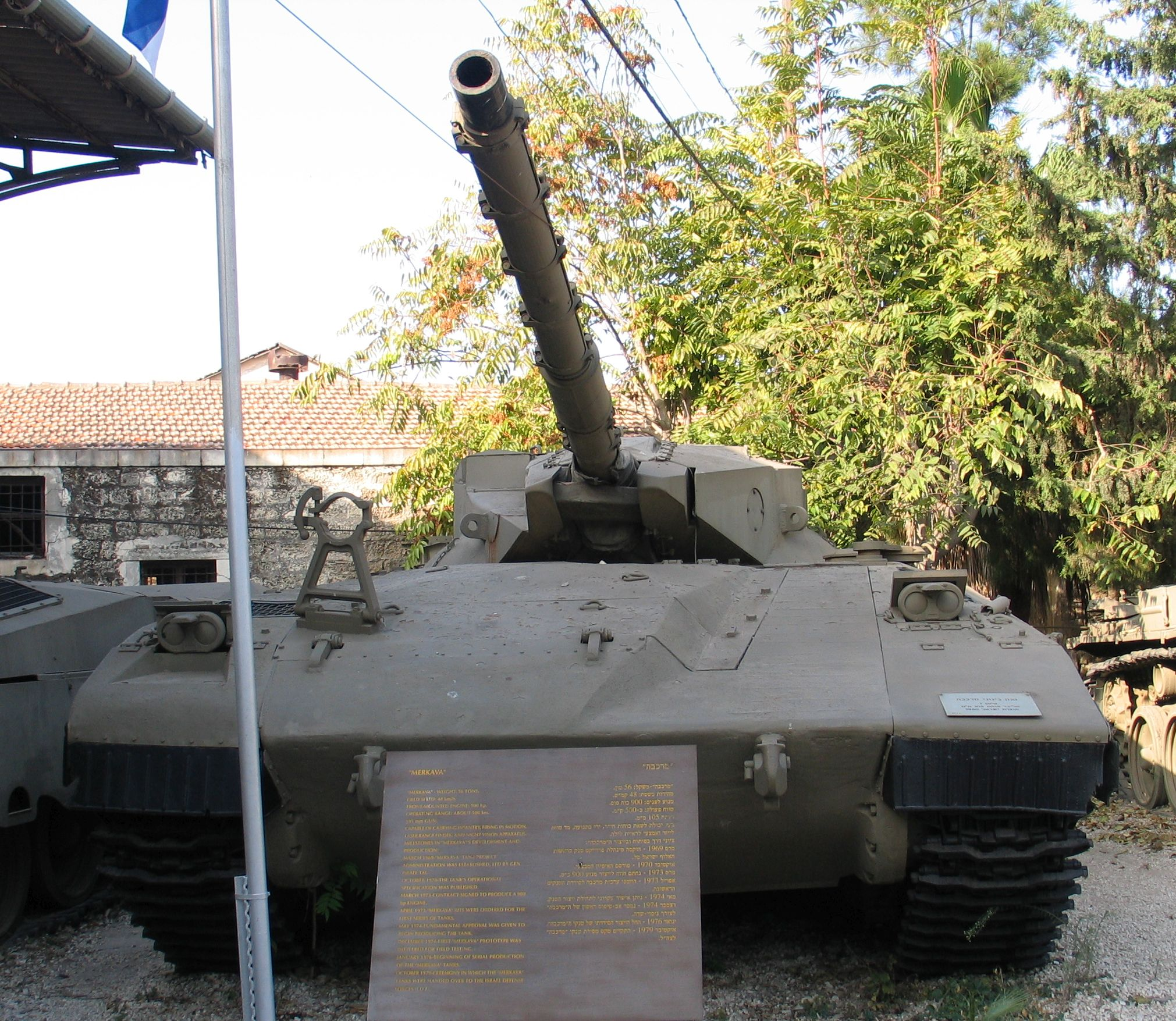
Merkava.

Il Batei HaOsef (ufficialmente in ebraico: מוזיאון בתי האוסף לתולדות צה"ל; in inglese: Israel Defense Forces History Museum). Era un museo che mostrava la storia di militare di Israele situato a Tel Aviv, e chiuso dal 2019.